# 新堀ギターアンサンブル（NE）
新堀ギターアンサンブル(NE)（にいぼりギターアンサンブルNE）は、日本のギター・アンサンブル。
新堀ギターオーケストラのメンバーを中心に構成される女性合奏団「ザ・ドリマーズ(Ⅰ世)」と男性トップ奏者たちのグループ「ゾリステン」が合体し、1975年に「東京新堀ギターアンサンブル」として結成された。

## コンサートマスター
※就任順。
- 伊藤均
- 小山清
- 西川満志
- 高村浩二
- 柴山直人
- 田口尋夢

| スタブアイコン | サブスタブ | この項目は、まだ閲覧者の調べものの参照としては役立たない、音楽関係者（バンド等）に関連した書きかけの項目です。この項目を加筆・訂正などしてくださる協力者を求めています（P:音楽/PJ:芸能人）。 |